# 帕尔马沙袋鼠
帕尔马沙袋鼠，又稱圆盾大袋鼠，是一種有袋類動物。它栖息在澳大利亚新南威尔士州北部的湿硬叶林中。成年的帕尔马沙袋鼠的体重通常为 4–5 kg，体长约0.5米（1.6英尺） 。
1840年代，英国博物学家约翰·古尔德首次描述了帕尔马沙袋鼠。這種動物害羞，喜歡夜间活动，人们很少遇到它，一度以為已经灭绝，但在1960 年代該物種在几个地方再次被发现。虽然它仍然很少见到，但人们认为它的数量正在缓慢增加。根据 2008 年 IUCN 评估，它被归类为近危物种。